# Lockheed XF-90
Le Lockheed XF-90 a été construit en réponse à une demande de l'United States Air Force d'un chasseur de pénétration à longue portée, escorteur de bombardier. La même demande a conduit au XF-88 Voodoo chez McDonnell. Lockheed a obtenu un contrat pour deux prototypes XP-90 (rebaptisés XF-90 en 1948). Le design a été développé par Willis Hawkins (en) et les équipes du Skunk Works dirigées par Kelly Johnson. Deux prototypes ont été réalisés (s/n 46-687 et -688). Des problèmes tant politiques que techniques ont retardé le projet jusqu'au premier vol le 3 juin 1949, avec le chef pilote d'essais Tony LeVier aux commandes. Les performances ont été jugées insuffisantes en raison d'une trop faible puissance, et le XF-90 n'est jamais entré en production.

## Conception et développement
Après une refonte de son plan d'origine en aile delta, un prototype du Lockheed 90 a été construit en 1947. Le design final présentait des ailes en flèche de 35°, un nez très pointu et deux turboréacteurs Westinghouse J34-WE-11 à flux axial, fournissant une poussée totale de 27,6 kN (6 200 lbf), montés côte à côte à l'arrière du fuselage alimentés par des prises d'air latérales. Les ailes avaient des dispositifs hypersustentateurs, des volets Fowler et des ailerons sur le bord de fuite. Le cockpit pressurisé était équipé d'un siège éjectable et une verrière bulle. L'armement prévu comprenait six canons de 20 mm. Le carburant embarqué était complété par des réservoirs montés en bout d'aile, portant la capacité totale à 6 308 l. L'utilisation d'aluminium 75ST plutôt que l'alliage standard 24ST, avec pièces forgées et usinées, donna une cellule extrêmement bien construite et robuste. Cependant, ces innovations ont aussi donné un avion ayant une masse à vide 50 % plus élevée que ses concurrents. Le premier XF-90 utilisait des J34 sans postcombustion, tandis que le second (XF-90A) était doté de la postcombustion ; ils furent testés sur un banc d'essai F-80, mais l'avion est demeuré sous-motorisé.

## Tests et évaluations

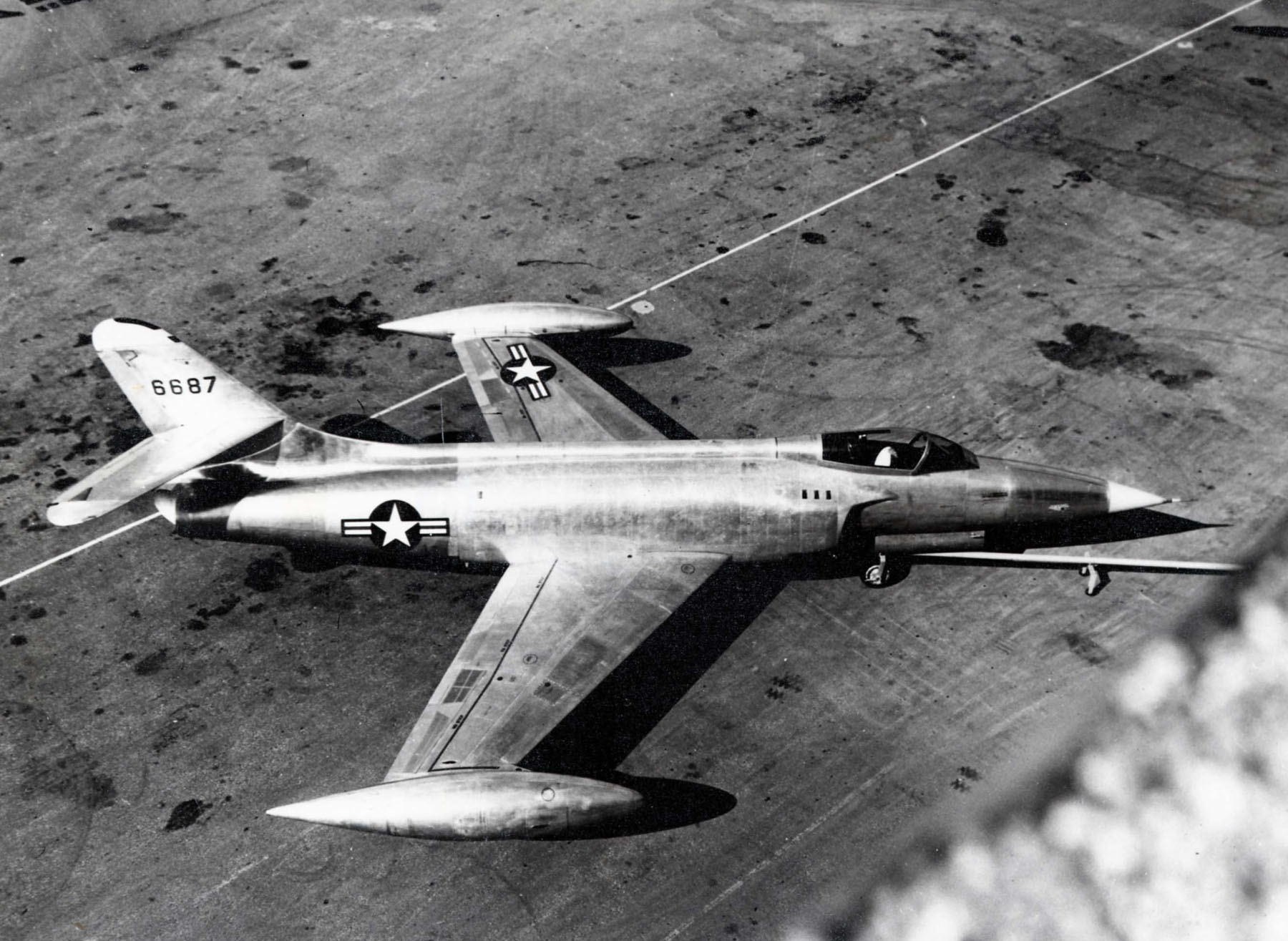
Le premier prototype XF-90.

Le XF-90 a été le premier jet de l'USAF doté d'un système de postcombustion et le premier avion à réaction de Lockheed à voler en supersonique, mais en piqué. Il avait également un stabilisateur vertical inhabituel qui pourrait être déplacé d'avant en arrière pour la stabilisation horizontale. En raison du manque de puissance le McDonnell XF-88 a remporté le contrat de production en septembre 1950. À la suite de la perte du contrat de production par Lockheed, les deux prototypes ont été utilisés pour d'autres tests. Le premier avion (46-687) a été livré au Laboratoire de Cleveland du NACA en 1953 pour les tests de structures. Il n'était plus pilotable, et sa cellule extrêmement solide a été testée jusqu'à destruction. L'autre (46-688) a résisté à trois explosions atomiques à Frenchman Flat (en) sur le site d'essais du Nevada en 1952.
Retrouvée en 2002, la carcasse fortement endommagée du deuxième XF-90A (46-688) a été récupérée l'année suivante sur le site de test du Nevada et déménagée au National Museum of the United States Air Force de Dayton (Ohio) après avoir subi une décontamination. Il subit actuellement une restauration légère dans un des hangars de l'atelier de restauration du musée. Ses ailes avaient été enlevées, et son nez est endommagé par les explosions nucléaires. Au cours du processus de décontamination, tous les rivets ont dû être retirés pour enlever le sable radioactif. À l'heure actuelle[Quand ?], le musée envisage de l'exposer en l'état, presque non restauré, afin de montrer les effets des armes nucléaires.

## Culture populaire
Le F-90 fut l'avion (en) de la bande dessinée Blackhawks.
Le XF-90 apparaît dans le tome 2, intitulé « Dans la gueule du loup », de la bande dessinée Black Birds : les ailes secrètes de la C.I.A., scénarisée par Patrice Buendia et dessinée par Giuseppe De Luca.